# Горбасів
Горба́сів — село в Україні, у Летичівській селищній громаді Хмельницького району Хмельницької області. Станом на 2015 р. населення становило 378 осіб.

## Історія
Вперше село згадується в описі власності Летичівського замку 1494 р.. За переказами, спочатку село розташовувалося північніше, біля с. Івонинці, і називалось Горлів Горб. Після переміщення на берег Південного Бугу отримало назву Горбасів — від слів «Горб» і «сів».
У часи Російської імперії за тогочасним адміністративно-територіальним поділом належало до Сусловецької волості Летичівського повіту Подільської губернії.
В 1868 р. в Горбасові було 266 дворів, яким належало 665 десятин землі, а на початку ХХ ст. — 255 дворів із населенням 1360 осіб. Пізніше Горбасівські хутори, розташовані на правому березі Південного Бугу стали окремим селом, яке тепер називається Подільське. Біля хуторів діяв невеликий цегельний завод, який належав Щедрівському цукровому заводу. У 1870 р. в селі було відкрито церковнопарафіяльну школу, де працював один учитель і навчалося до 40 учнів.
7 (20) листопада 1917 року, відповідно до Третього Універсалу Української Центральної Ради, увійшло до складу Української Народної Республіки.
В листопаді 1920 р. було встановлено радянську владу. Діяли ревком, комітет незаможних селян, комітет бідняків. Згодом створено Горбасівську сільську раду, до якої були приєднані села Марківці (1923 р.), Подільське (1925 р.) та Щедрова (1930 р.).
У 1929 р. в селі створено сільськогосподарську артіль ім. Чубарова. У березні 1930 р. проведено розкуркулення 14 господарств, майно яких було конфісковано, а сім'ї вислані. 1930 р. завершено колективізацію, до колгоспу ввійшло 270 дворів. У 1938 р. подільський колгосп ім. Хрущова зайняв перше місце в районі з виробництва сільськогогосподарської продукції.
У 1931 р. у селі розпочали споруджувати казарми на зразок військових. Наступного року в них уже вселяли демобілізованих червоноармійців-доприселенців різних національностей. Тих, хто перед закінченням строкової служби вже був перевірений «особими отдєлами», могли зі своїми родинами вселятися до цих новобудов. За свідченням очевидців, «у колгоспі, до якого прибували такі червоноармійці — допереселенці, вони діставали все потрібне для життя: одну корову, свині, кури, город і насіння для городу. Крім того, вони увесь 1932—1933 рік отримували військовий пайок хліба і приварку. Їхнім завданням було стерегти колгоспний хліб від голодних селян, а також працювати в колгоспі як звичайні робітники, бригадири тощо. Хоч не всі вони, та багато з них ходили вдень і вночі з рушницями навколо жита та інших хлібних культур, що саме дозрівали».
Під час Другої світової війни значна кількість будинків була знищена (вул. Набережна - повністю), 110 мешканців села загинуло на фронті, на примусові роботи до Німеччини було вивезено 88 осіб.
У 1951 р. колгосп ім. Хрущова став центром укрупненого колгоспу «Шляхом Леніна». У 1952 р. від Горбасівської сільської ради було від'єднано с. Подільське, а в 1962 р. - с. Щедрова відійшло до Летичівської сільської ради.
Станом на 1971 р. Горбасів — центр сільської ради. Населення становило 780 чоловік. Сільраді було підпорядковане село Марківці. На території села знаходилася центральна садиба колгоспу «Шляхом Леніна», у користуванні якого перебувало 2,7 тис. га орної землі. Основний напрям господарства — вирощування зернових культур, цукрових буряків, виробництво м'яса, молока, яєць. Працювала восьмирічна школа, клуб, бібліотека, фельдшерсько-акушерський пункт.
Згідно з переписом населення 2001 р. у селі проживало 694 особи.
Поблизу села досліджено поховання доби ранньої бронзи (III тисячоліття до н. ери).
Станом на кінець 2020 р. у селі діяли: ФАП, магазин, дитячий садок, початкова школа, будинок культури, бібліотека.
Колишній орган місцевого самоуправління — Горбасівська сільська рада.
12 червня 2020 року, відповідно до розпорядження Кабінету Міністрів України № 727-р «Про визначення адміністративних центрів та затвердження територій територіальних громад Хмельницької області», увійшло до складу Летичівської селищної територіальної громади.
19 липня 2020 року, в результаті адміністративно-територіальної реформи та ліквідації Летичівського району, село увійшло до складу новоутвореного Хмельницького району.

## Релігійне життя
У XVIII ст. у селі існувала дерев'яна церква Здвиження; була розібрана близько 1770 р.. У 1788 р. у селі збудовано Свято-Параскевинську церкву (також зустрічається назва «Церква св. Параскеви П'ятниці»). У 1809—1810 рр. у церкві споруджено 3-ярусний іконостас. У 1930-х рр. зруйнована більшовицькою владою.

## Відомі люди
- Линник Микола Кіндратович (1938—2019) — фахівець у галузі механізації сільського господарства, доктор с.-г. наук, професор, академік Національної академії аграрних наук України[12][13].
- Наумов Сергій Кирилович (01.01.1941) — український скульптор, що працює у жанрі дерев'яної пластики.
- Горбатюк Микола Володимирович (1980) — український історик, кандидат історичних наук, співробітник Інституту політичних і етнонаціональних досліджень ім. І. Ф. Кураса НАН України[14].

## Галерея

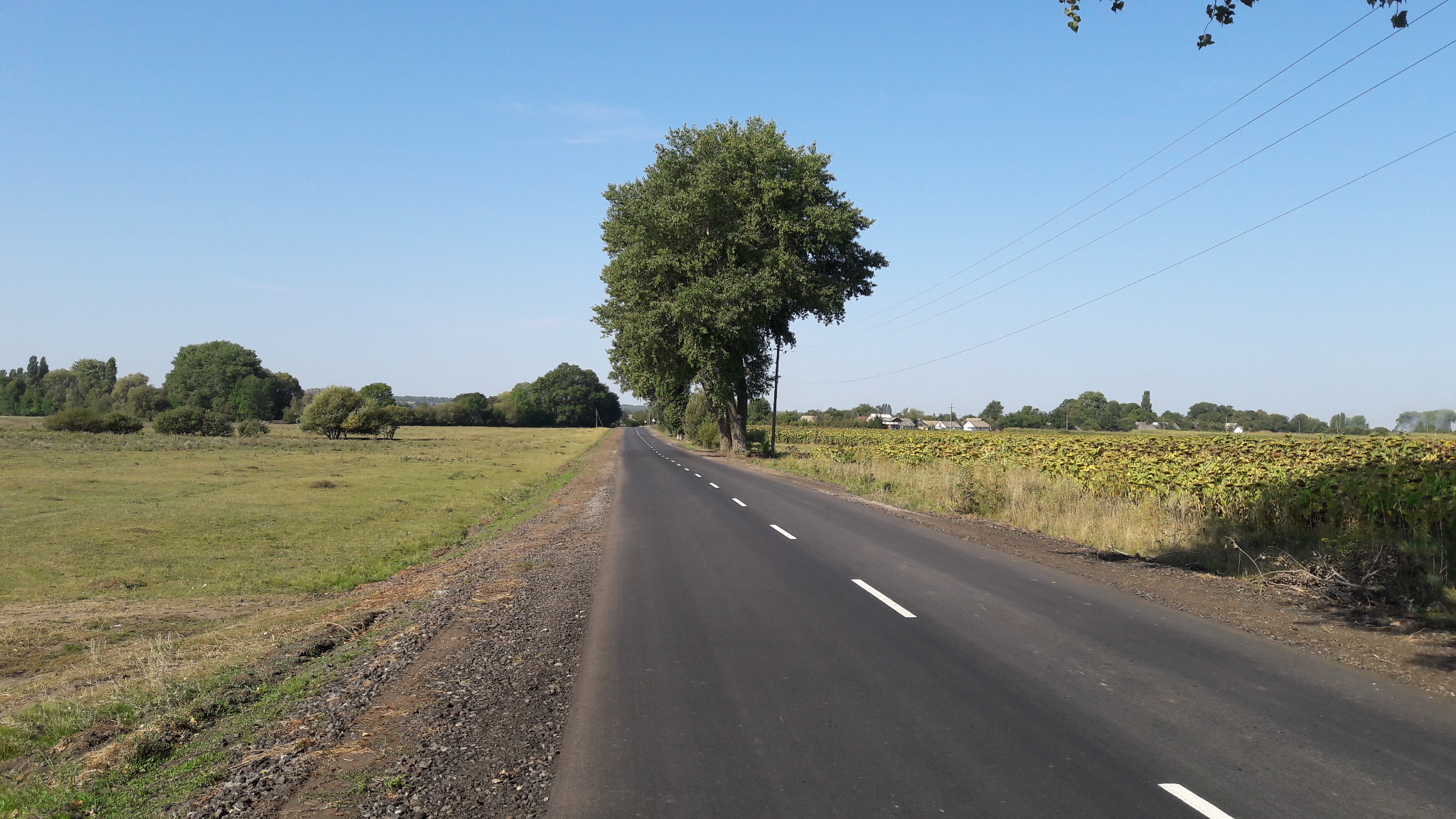
Дорога до села Горбасів з боку Летичева, серпень 2018 р.
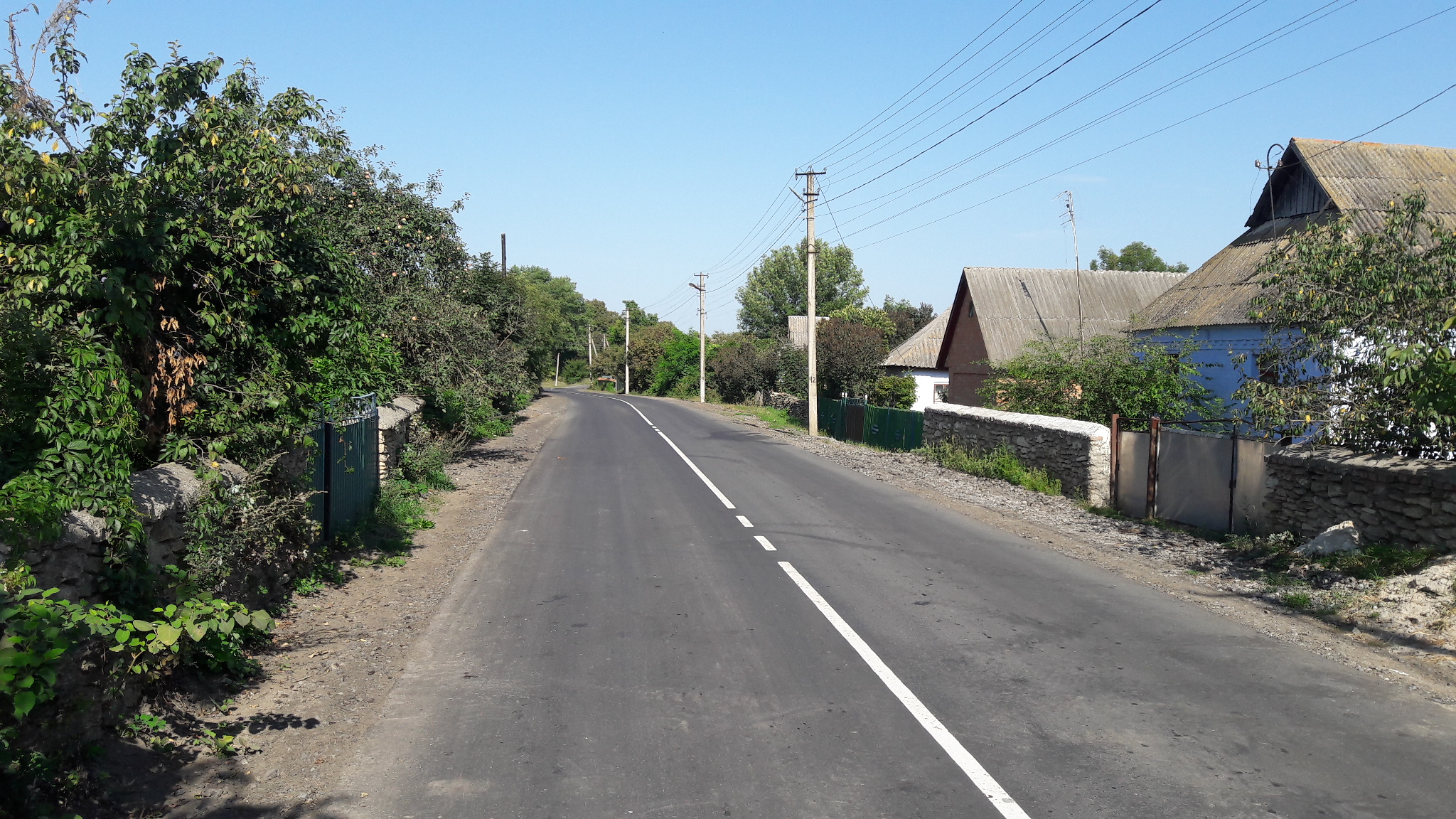
Вулиця Центральна, серпень 2018 р.
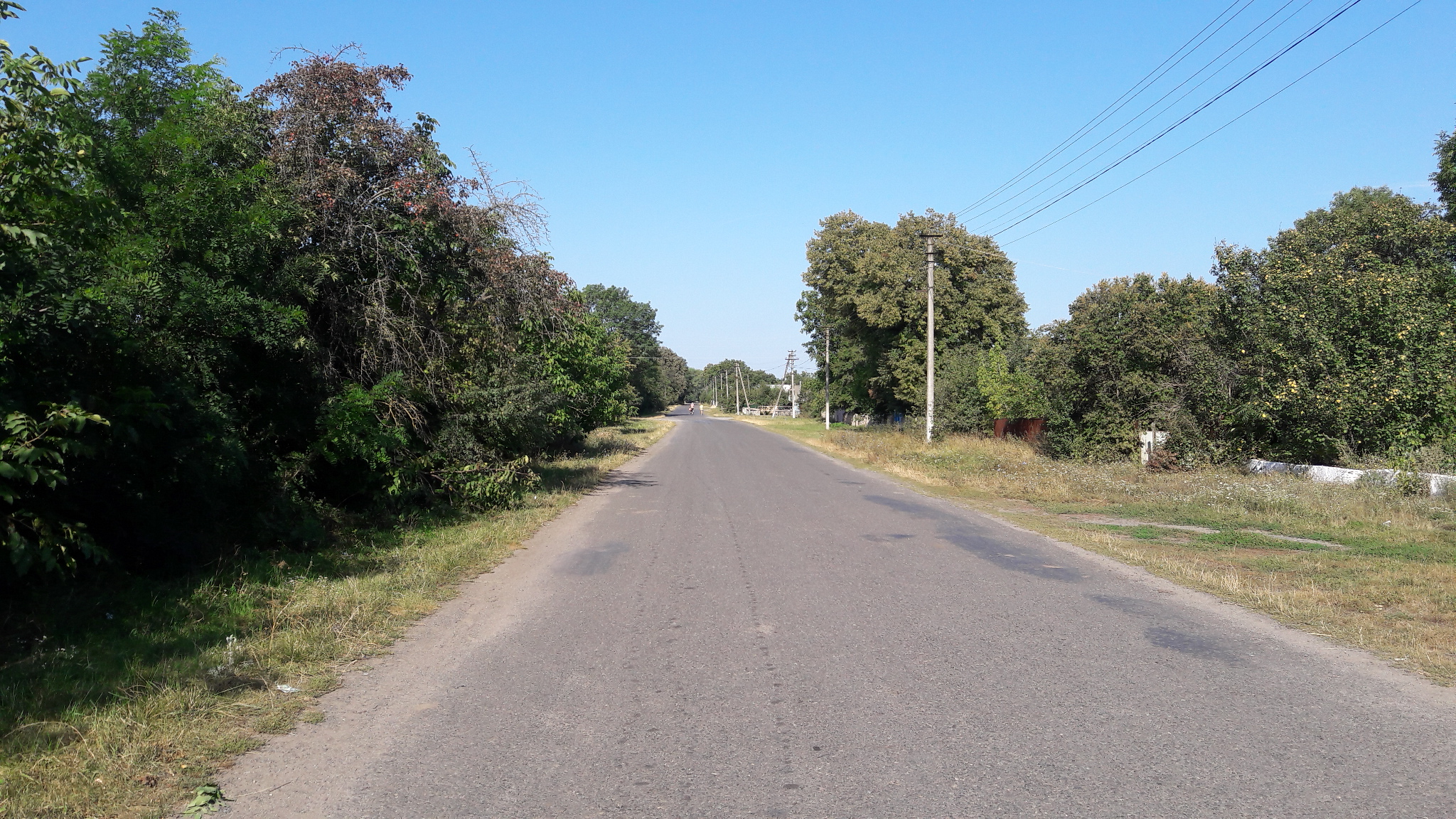
Вулиця Центральна (фото 2), серпень 2018 р.
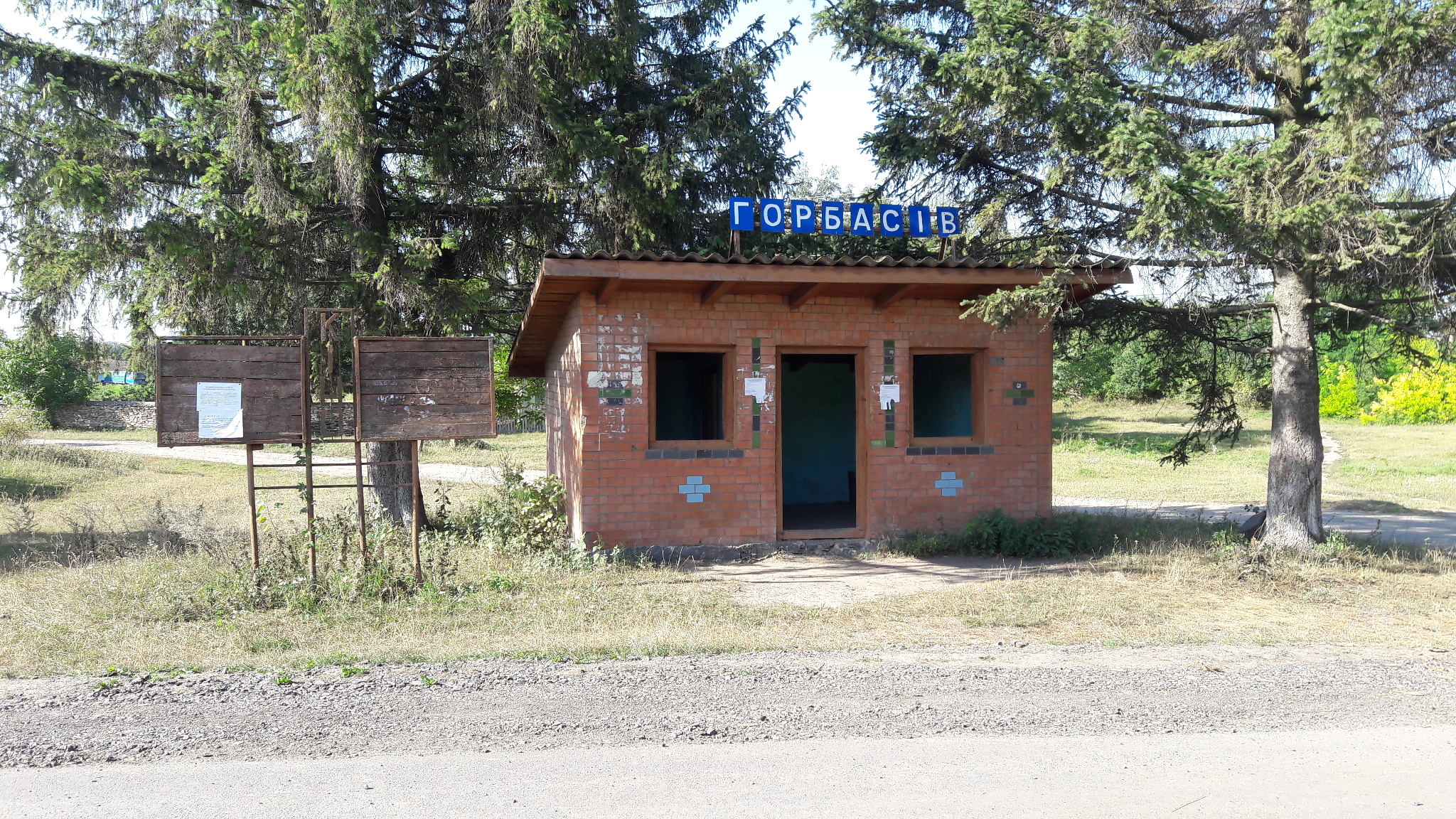
Атобусна зупинка, серпень 2018 р.
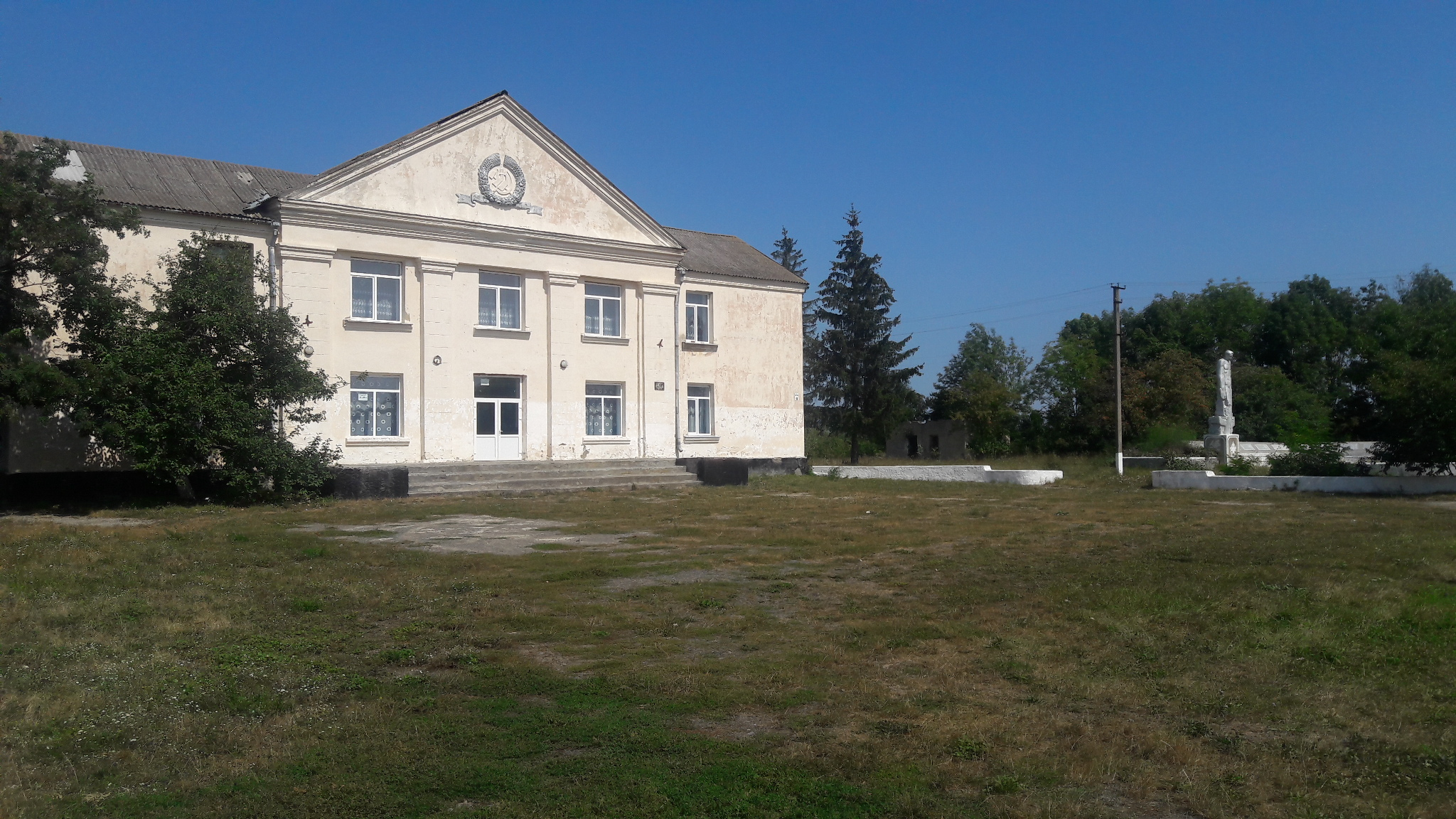
Сільський будинок культури, серпень 2018 р.
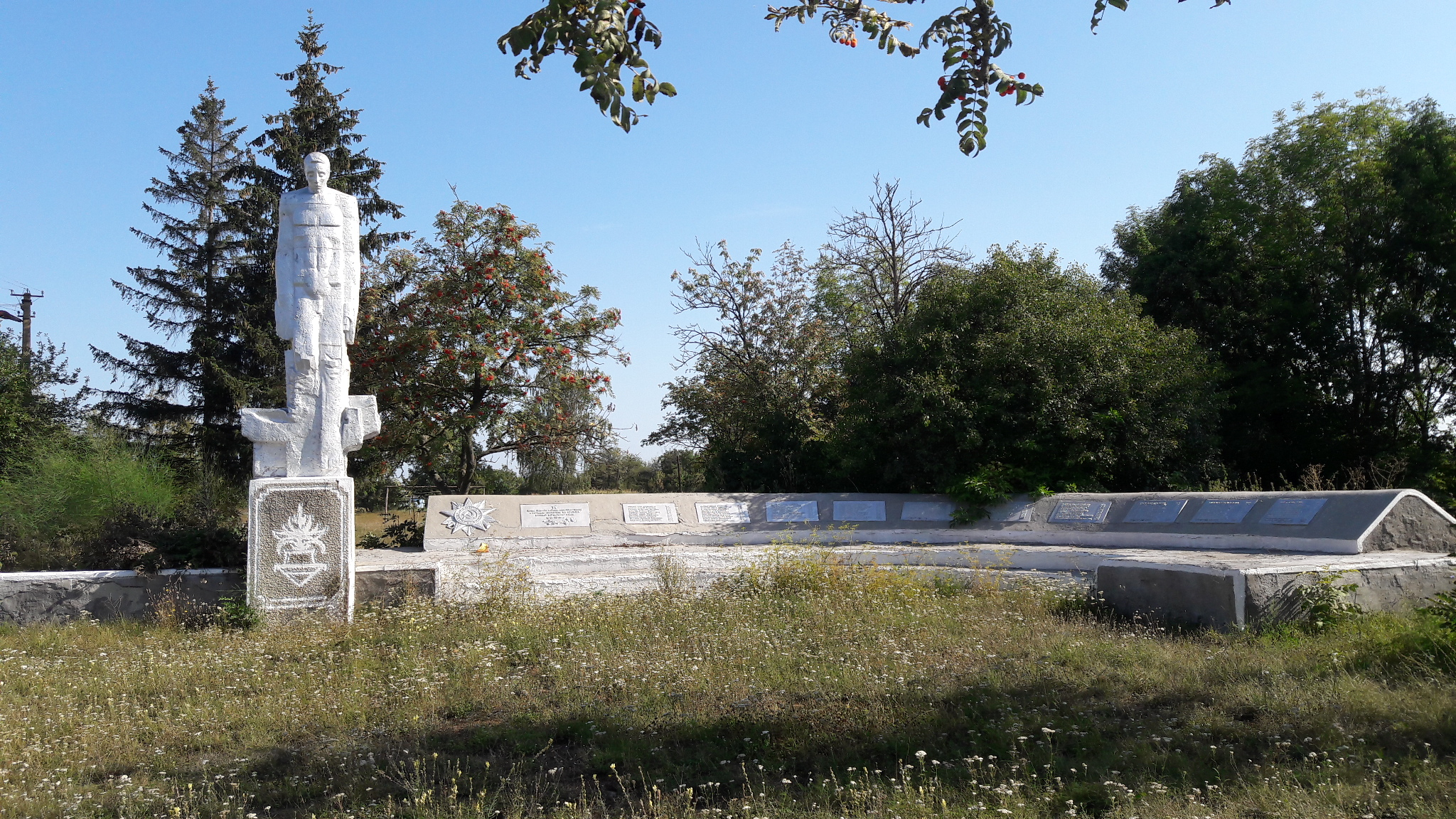
Пам'ятник воїнам, загиблим у Другій світовій війні, серпень 2018 р.
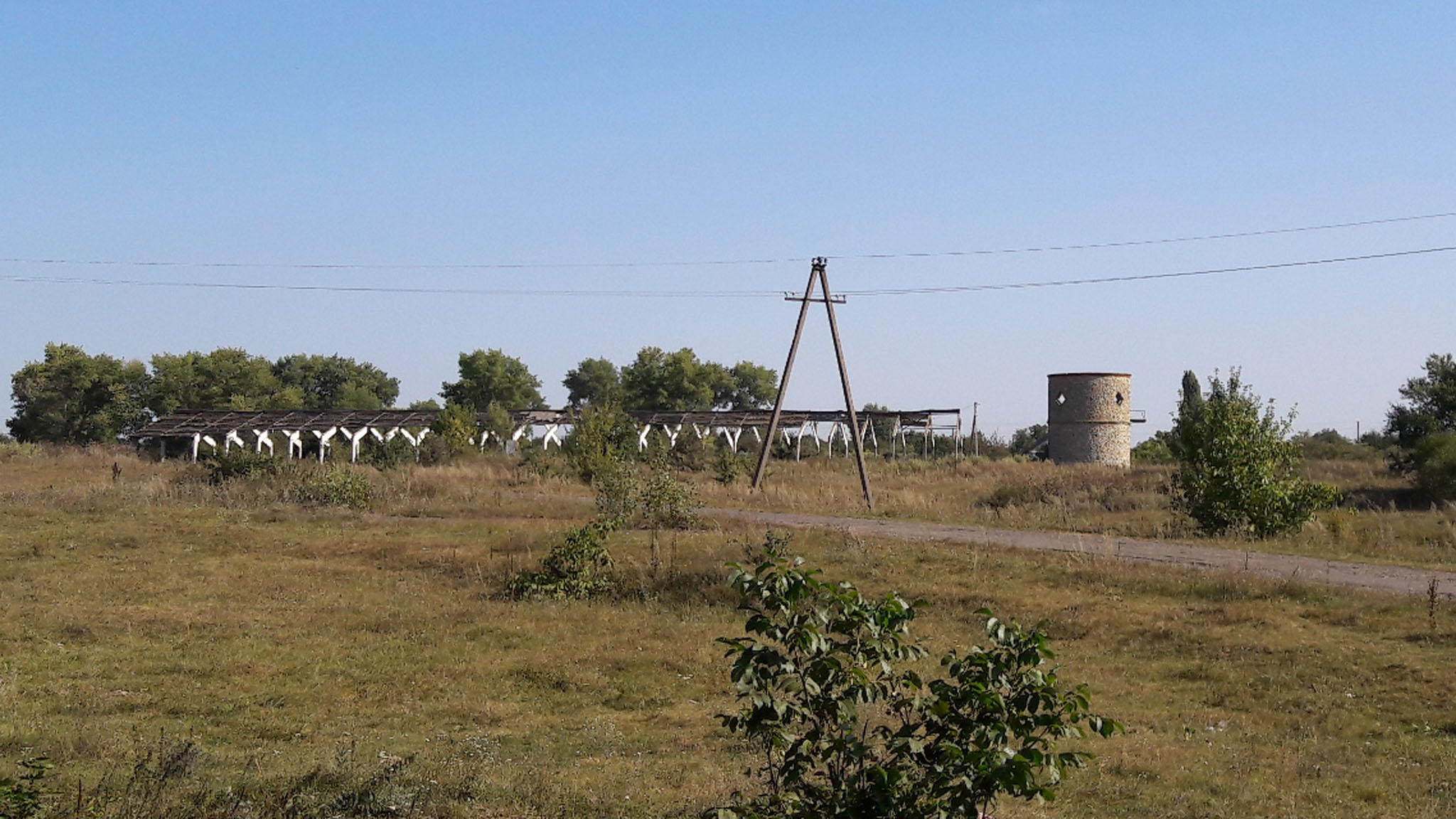
Залишки колгоспної ферми, серпень 2018 р.
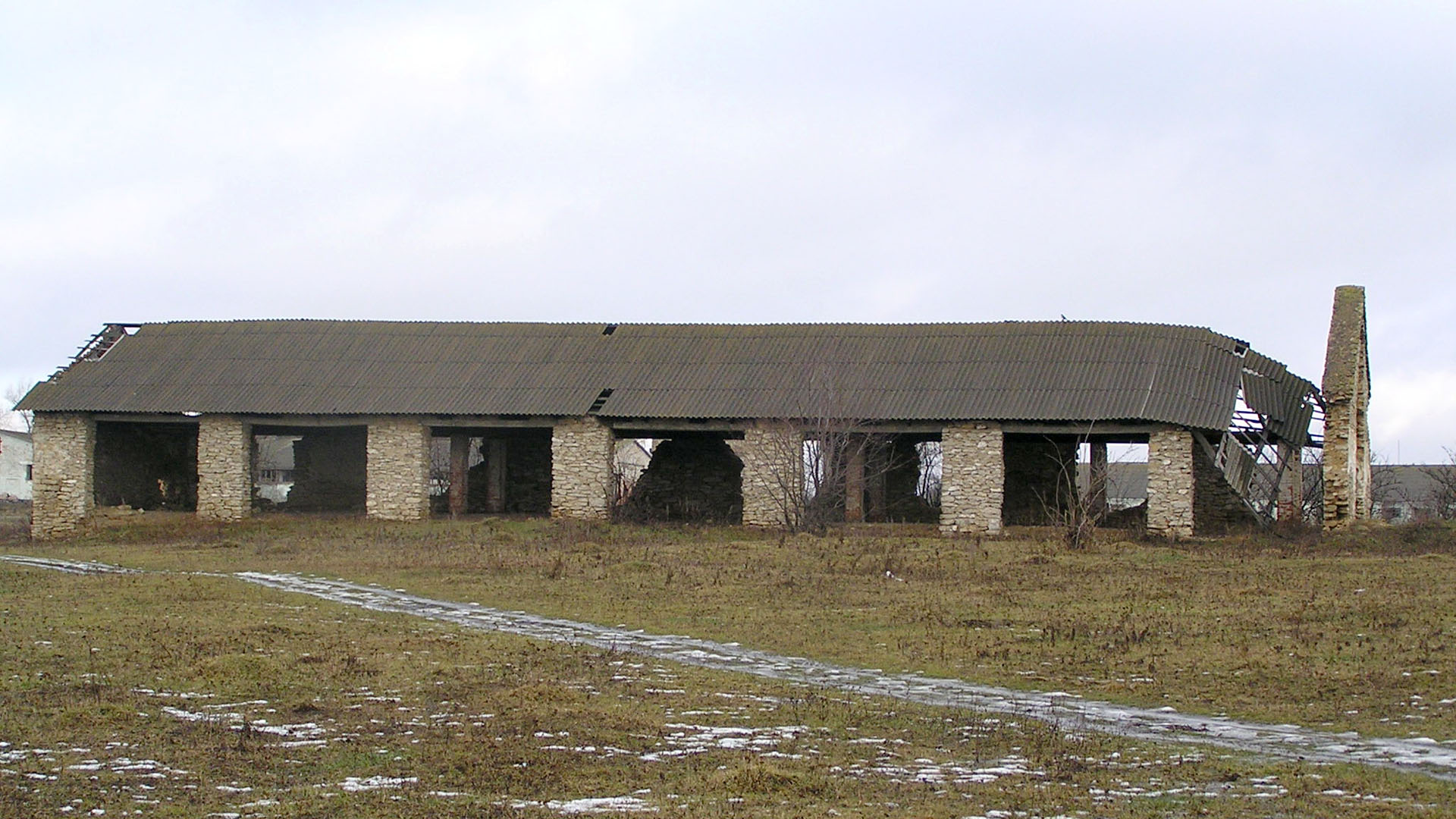
Залишки колгоспної ферми, січень 2005 р.
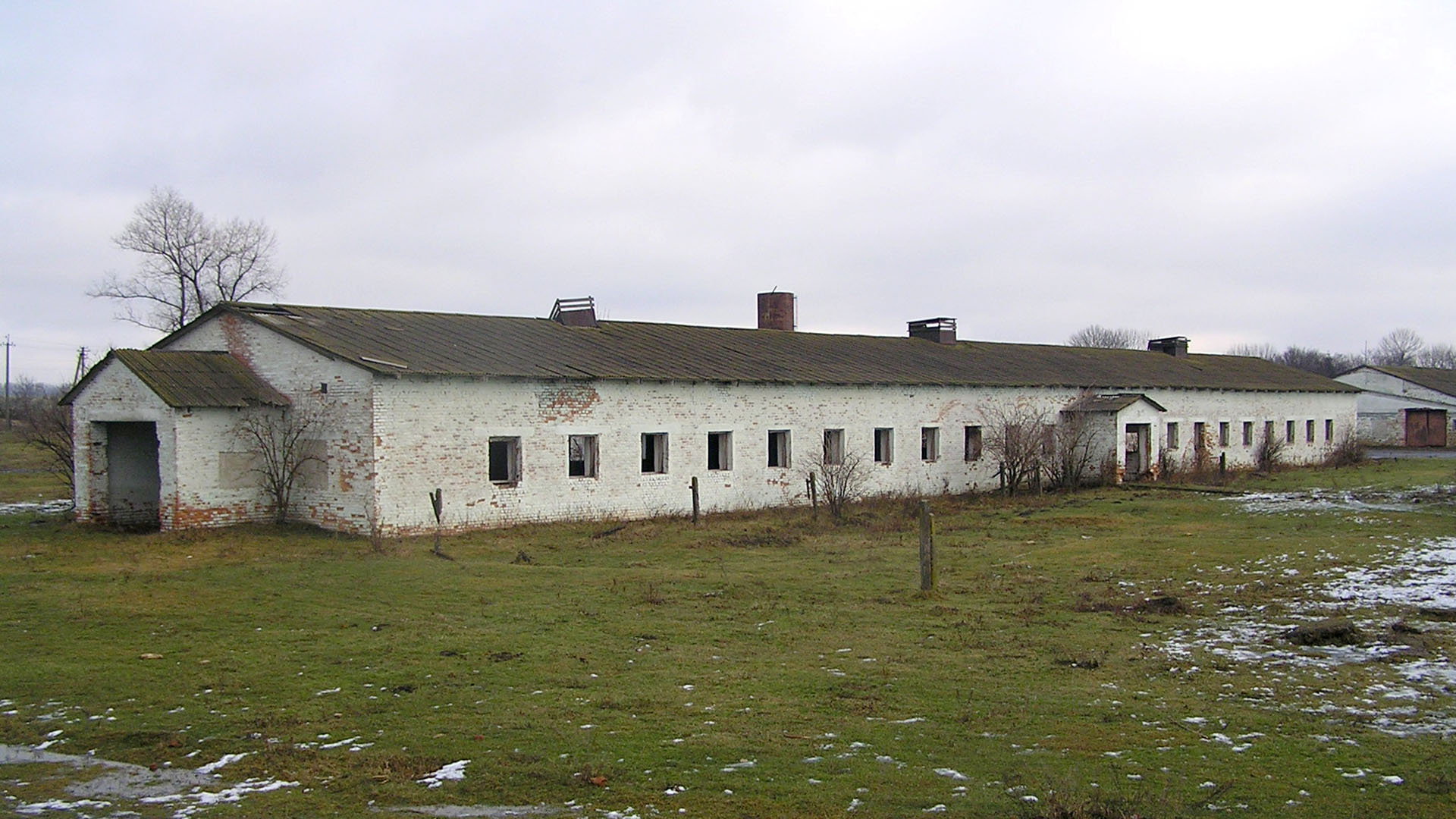
Залишки колгоспної ферми, січень 2005 р.
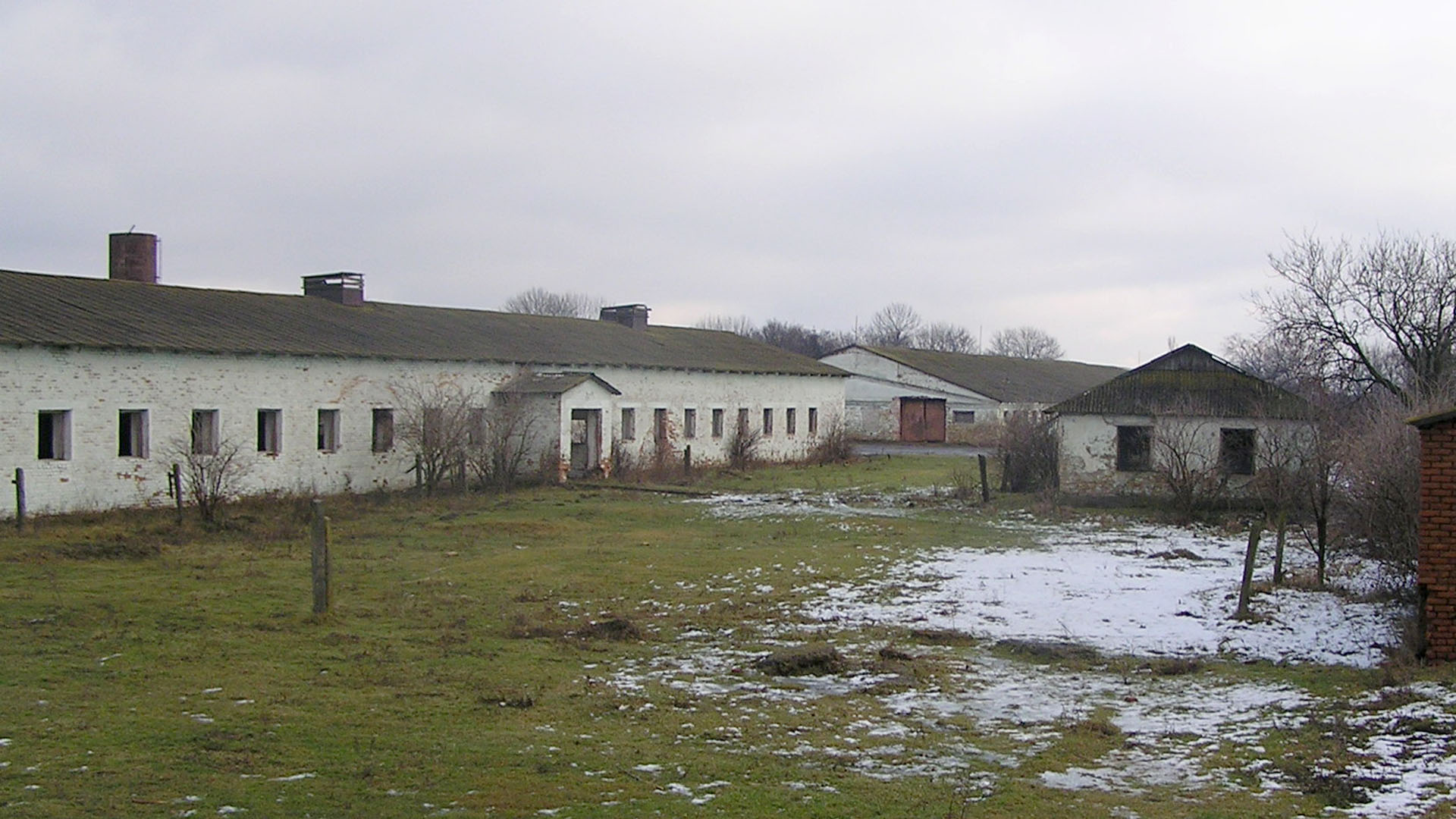
Залишки колгоспної ферми, січень 2005 р.
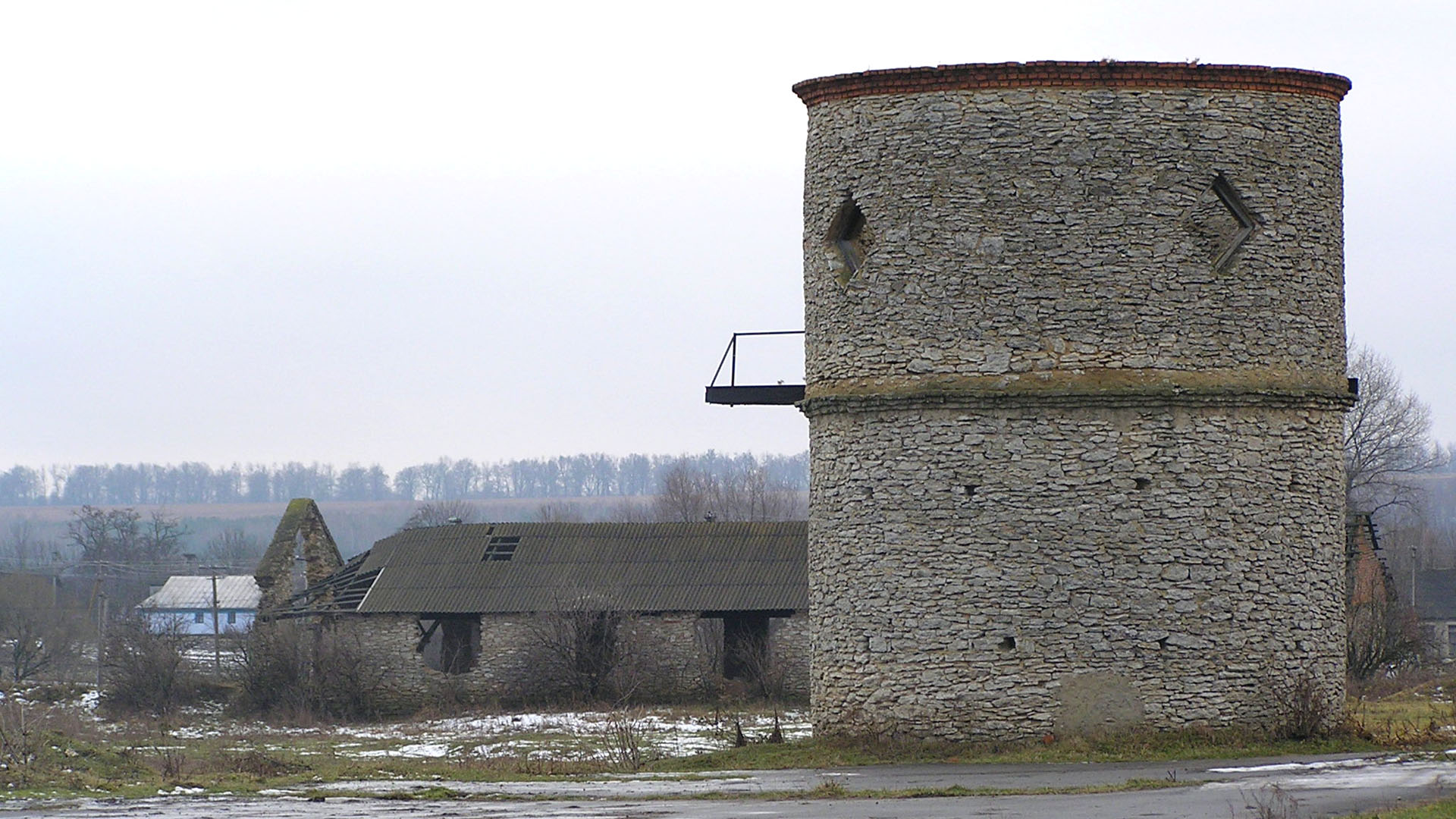
Залишки колгоспної ферми, січень 2005 р.
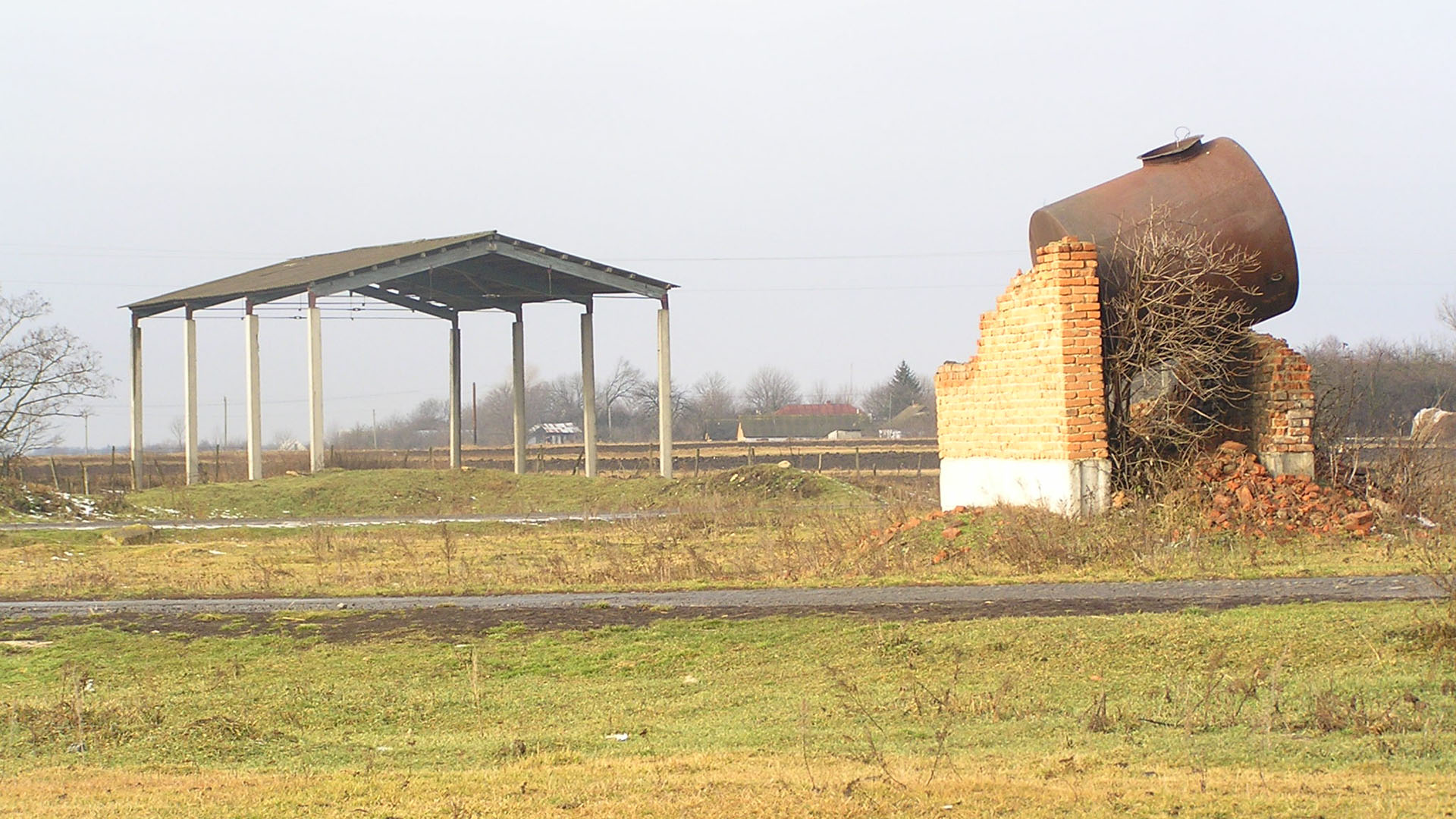
Залишки колгоспної ферми, січень 2005 р.
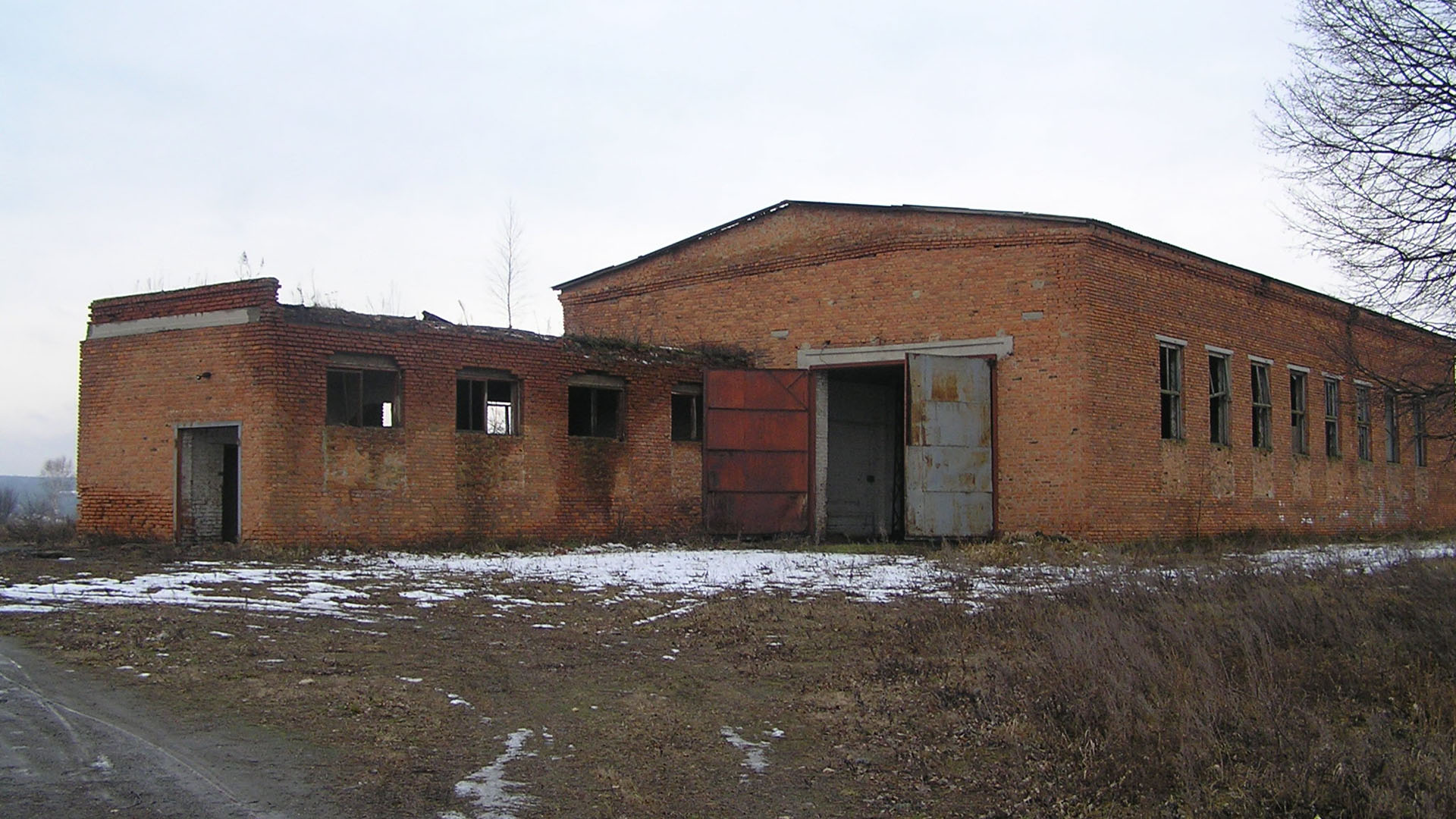
Залишки тракторного стану: ремонтна майстерня і кузня, січень 2005 р.
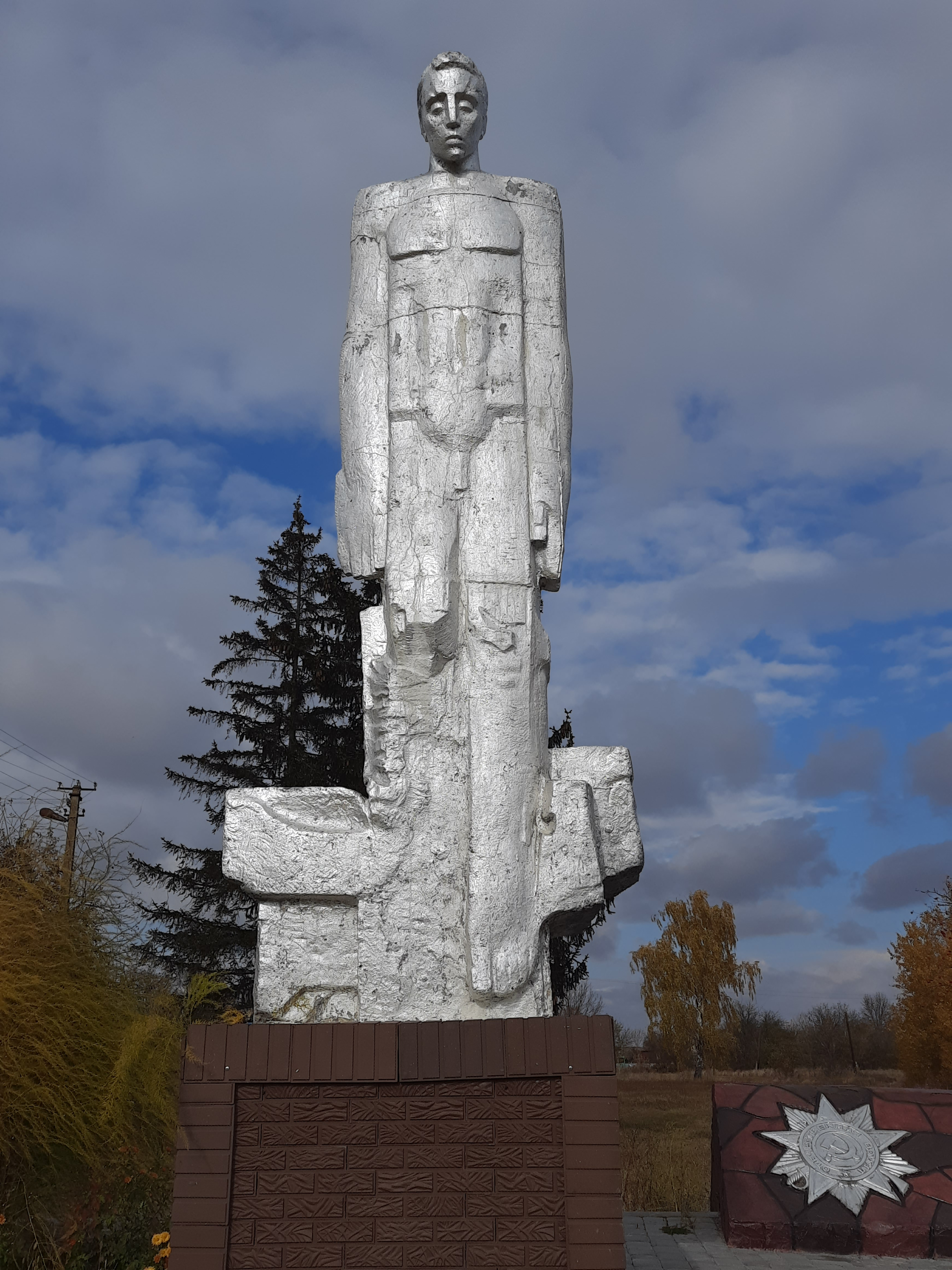
Пам'ятник загиблим у Другій світовій війні